# Ди Стефано, Джузеппе
Джузеппе Ди Стефано (итал. Giuseppe Di Stefano, 24 июля 1921 — 3 марта 2008) — итальянский оперный певец (тенор). Основная часть его карьеры связана с миланским театром «Ла Скала». Ди Стефано ценили за мягкий голос, тёплый и богатый тембр, прекрасную дикцию. Он эталонно продолжил многие традиции классической итальянской певческой школы. Пик его вокальных данных пришёлся на конец 1940-х и на первую половину 1950-х годов. Часто выступал вместе с Марией Каллас. 

## Биография
Джузеппе (по прозвищу Пиппо) родился в деревне Мотта-Сант'Анастазия (близ Катании) в Сицилии в семье сапожника и портнихи. Своё образование он получил в иезуитской семинарии и в юности даже собирался стать священником. В 17 лет удостоился первого приза на вокальном конкурсе во Флоренции. В молодости исполнял популярные мелодии, используя псевдоним Нино Флорио (Nino Florio).
После прохождения службы в итальянской армии состоялся его дебют в опере Жюля Массне «Манон», а спустя год он дебютировал с этой же оперой в миланском театре «Ла Скала». Миланская публика обожала его, именно он был кумиром для юного Паваротти. Его лирический тенор  был быстро оценён и публикой за пределами Италии, особенно после заключения певцом контракта с театром «Метрополитен Опера» в Нью-Йорке. Когда он триумфально дебютировал на этой сцене в 1948 году (в «Риголетто»), его окрестили наследником легендарного тенора Джильи. 
Бархатное, мягкое пение Ди Стефано снискало ему множество поклонников и покровительство ведущих дирижёров (Виктор ди Сабата,  К. М. Джулини), однако звёздный час его был короток.  Стремясь конкурировать с драматическими тенорами (Дель Монако и  Корелли) и выйти за пределы достаточно узкого амплуа, в конце 1950-х певец стал брать более тяжёлые вокальные партии вроде Отелло, которые не подходили для его лирического тенора. В результате его голос стал ухудшаться, из-за чего в 1960-е ему чуть было не пришлось досрочно уйти со сцены. Сам певец винил в этом аллергию, к тому же он был заядлым курильщиком.
После отказа от не подходящих для него партий Ди Стефано продолжал активно работать в оперных театрах Италии и за её пределами. В Великобритании он дебютировал в 1957 году на Эдинбургском фестивале в роли Неморино в опере «Любовный напиток», а в 1961 году впервые выступил в Королевском театре Ковент-Гарден (роль Марио Каварадосси в опере «Тоска»). Тем не менее из-за проблем с вокалом его излюбленные оперные партии стали уходить к Карло Бергонци. В этот период Ди Стефано пробовал свои силы в оперетте, а также записывал народные неаполитанские песни. Последний раз Ди Стефано выступил перед публикой в 1992 году в опере Джакомо Пуччини «Турандот», где исполнял партию старого императора. 
Сотрудничество Ди Стефано с Марией Каллас началось в 1951 году с исполнения в Сан-Паулу оперы «Травиата». В последующие годы они часто выступали вместе, а также приняли участие в записях опер «Лючия ди Ламмермур», «Пуритане», «Паяцы», «Риголетто», «Травиата», «Трубадур», «Богема», «Бал-маскарад» и «Манон Леско». В 1973 году Ди Стефано сопровождал Каллас во время её прощального турне, которое неожиданно прервалось спустя год из-за проблем с голосом у обоих исполнителей. 
В ноябре 2004 года 83-летний певец с женой собирались покинуть свою виллу на курорте Диане Бич, недалеко от Момбасы в Кении, когда на них напали неизвестные и жестоко избили певца. Ди Стефано в течение нескольких недель не приходил в себя, перенеся при этом две операции. В декабре 2007 года его доставили в одну из клиник Милана, где он впал в кому, из которой так и не вышел Он был перевезён в свой дом в городке Санта-Мария-Ое, близ Милана, где 3 марта 2008 года скончался в возрасте 86 лет.